# Catalán de Aragón
Se denomina catalán de Aragón a las modalidades propias del catalán habladas en algunas zonas de la parte oriental de la comunidad autónoma española de Aragón, donde se localiza la denominada Franja de Aragón. En esta área, se emplean las variedades lingüísticas noroccidental y tortosina, incluidas generalmente dentro del bloque lingüístico del catalán occidental. Según datos de 2011 y 2014, el catalán es hablado en estas zonas de Aragón por unas 30 415 personas, el 49,9 % de la población de los municipios con presencia de esta lengua. El conocimiento y uso del catalán ha disminuido con los años, debido principalmente a la emigración de los hablantes locales y la llegada de inmigrantes.

## Introducción

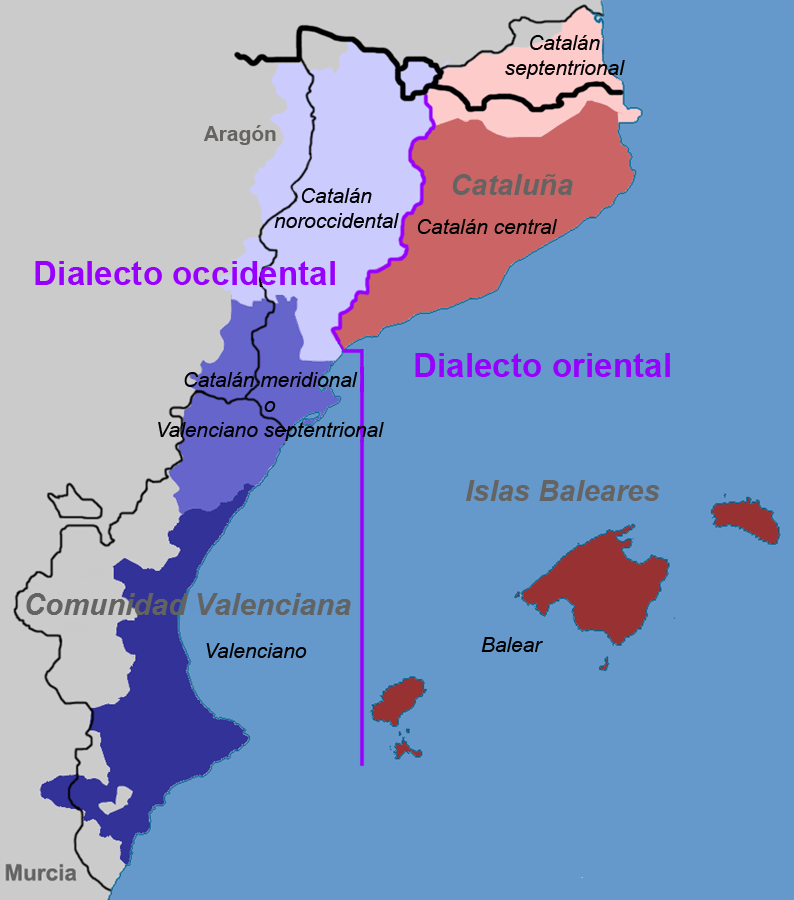
Zonas de habla catalana con los distintos grupos dialécticos.

Los primeros testimonios explícitos sobre la presencia del catalán en la Franja son de mediados del siglo XVI. La lengua cuenta con reconocimiento oficial y explícito desde la Ley de Patrimonio Cultural de Aragón (1999), pero especialmente desde la Ley de Lenguas de 2009. La tradición de los dialectólogos hispánicos desde el siglo XIX no reconoce la existencia de una unidad en los dialectos de la zona oriental de Aragón, sino que se encuadran dentro del catalán noroccidental bajo cuya denominación se acogen tanto el pallarés como el leridano. Esta zona catalanoparlante está incluida dentro de las comarcas de Ribagorza, la Litera, el Bajo Cinca, Bajo Aragón-Caspe, Bajo Aragón y Matarraña.
La lengua catalana en Aragón suele ser denominada con ese glotónimo también por buena parte de sus propios hablantes, aunque es común emplear gentilicios locales para denominar a su habla propia, como por ejemplo fragatino (fragatí), tamaritano (tamarità), maellano (maellà), etc. Los términos chapurreau, chapurriau, chapurreat o chapurreado se emplean también con frecuencia para designar la lengua, especialmente por sectores anticatalanistas. Los contrarios a la denominación de "chapurreau" destacan su origen peyorativa, mientras que para otros no tiene tal sentido. Aunque en un estudio de 520 encuestas publicado en 1995 esta última designación era la preferida por el 46,73 % de los hablantes, mientras que solo el 9,23 % prefería la designación de català o catalán, un reciente estudio sociolingüístico de la Generalidad de Cataluña, la Universidad de Zaragoza y el Campus Iberus afirma que las denominaciones consideradas peyorativas y localistas se han reducido, y la denominación académica de la lengua catalán es la más común, usándola un 44,6 % de los hablantes, frente a un 28,6 % que sigue prefiriendo el nombre de xapurriau.
Desde 1984 se enseña como asignatura optativa el catalán normativo en los centros escolares del Aragón catalanófono y en las Escuelas Oficiales de Idiomas de Fraga, Zaragoza, y ciudades medias próximas a la zona, como Monzón y Alcañiz.
Diferentes asociaciones y partidos políticos han venido reclamando la defensa de las variantes dialécticas que se hablan en las comarcas orientales al considerar que tildar de catalán lo que se habla en las zonas orientales es un eufemismo para ir imponiendo una agenda lingüística catalanista: «El Gobierno de Aragón no ha querido escuchar a los ciudadanos del Aragón oriental y ha preferido seguir con su política impositiva del catalán para fagocitar las modalidades lingüísticas aragonesas que se hablan en las comarcas orientales».
En septiembre de 2021 las Cortes apoyaron suspender el Instituto Aragonés del Catalán y anular los nombramientos de la Academia Aragonesa de la Lengua. El Consejo de Gobierno previamente había aprobado el nombramiento de los primeros 15 miembros de la Academia Aragonesa de la Lengua que la había articulado en dos secciones, el Instituto del Aragonés y el Instituto Aragonés del Catalán.

## Reconocimiento legal

Municipios donde se habla catalán
Municipios donde se habla benasqués, dialecto a veces incluido dentro del catalán.

La Declaración de Mequinenza el 1 de febrero de 1984 fue el primer paso hacia la protección legal del catalán en la Franja. Con ella fue posible la impartición de una asignatura voluntaria para su aprendizaje a nivel escolar.
La Ley de Lenguas de Aragón de 2009 define que los idiomas aragonés y catalán son "lenguas propias originales e históricas" de la comunidad autónoma de Aragón. Aunque esta ley no declara explícitamente la oficialidad de estos idiomas, tal y como preveía que lo haría la ley de lenguas, según disponía la Ley de Patrimonio Cultural Aragonés de 1999.
En 2001, el gobierno de coalición PSOE-PAR promovió una Ley de lenguas de la que solo se llegó a redactar un anteproyecto que incluía en su anexo II un listado de municipios que se declaraban de utilización predominante del catalán. Esta ley era consecuencia del dictamen de una comisión especial de estudio de las Cortes de Aragón sobre la política lingüística en Aragón, que ofreció sus conclusiones en noviembre de 1997 y entre las que se incluía la alusión explícita a la existencia en Aragón de tres lenguas: el castellano, el aragonés y el catalán ("empleado en forma de variedades locales diversas como instrumento habitual de comunicación eminentemente oral en las zonas limítrofes con Cataluña, zona compacta constituida por Ribagorza, La Litera, el Bajo Cinca y parte del Bajo Aragón zaragozano y turolense")
Listado de los municipios que se declaran de utilización predominante del catalán según el anexo II del anteproyecto de Ley de Lenguas de 2001:
- Provincia de Huesca: Albelda, Alcampell, Altorricón, Arén, Azanuy-Alins, Baells, Baldellou, Benabarre, Bonansa, Camporrells, Castigaleu, Castillonroy, Estopiñán del Castillo, Fraga, Isábena, Lascuarre, Laspaúles, Monesma y Cajigar, Montanuy, Peralta de Calasanz, Puente de Montañana, San Esteban de Litera, Sopeira, Tamarite de Litera, Tolva, Torre la Ribera, Torrente de Cinca, Velilla de Cinca, Vencillón, Veracruz, Viacamp y Litera y Zaidín.

- Provincia de Teruel: Aguaviva de Bergantes, Aréns de Lledó, Beceite, Belmonte de San José, Calaceite, La Cañada de Verich, Cerollera, La Codoñera, Cretas, Fórnoles, La Fresneda, Fuentespalda, La Ginebrosa, Lledó, Mazaleón, Monroyo, Peñarroya de Tastavins, La Portellada, Ráfales, Torre de Arcas, Torre del Compte, Torrevelilla, Valderrobres, Valdeltormo y Valjunquera.

- Provincia de Zaragoza: Fabara, Fayón, Maella, Mequinenza y Nonaspe.

Aunque en 2013 el gobierno del PP y el PAR en Aragón aprobó una nueva ley de modalidades lingüísticas sin otorgar a las mismas ningún carácter oficial, tras el ascenso a la presidencia de Aragón del socialista Javier Lambán en 2015, se anunció la recuperación de la legislación de 2009. De acuerdo con la portavoz del Partido Popular en Aragón, María José Ferrando, esta legislación supondría una «cooficialidad velada» de elevado gasto económico, y manifestó que de los 45 000 aragoneses hablantes de las «variedades dialectales de la zona oriental», el 75 % rechaza la cooficialidad del catalán, según un estudio de la Universidad de Zaragoza.

## Aspectos lingüísticos

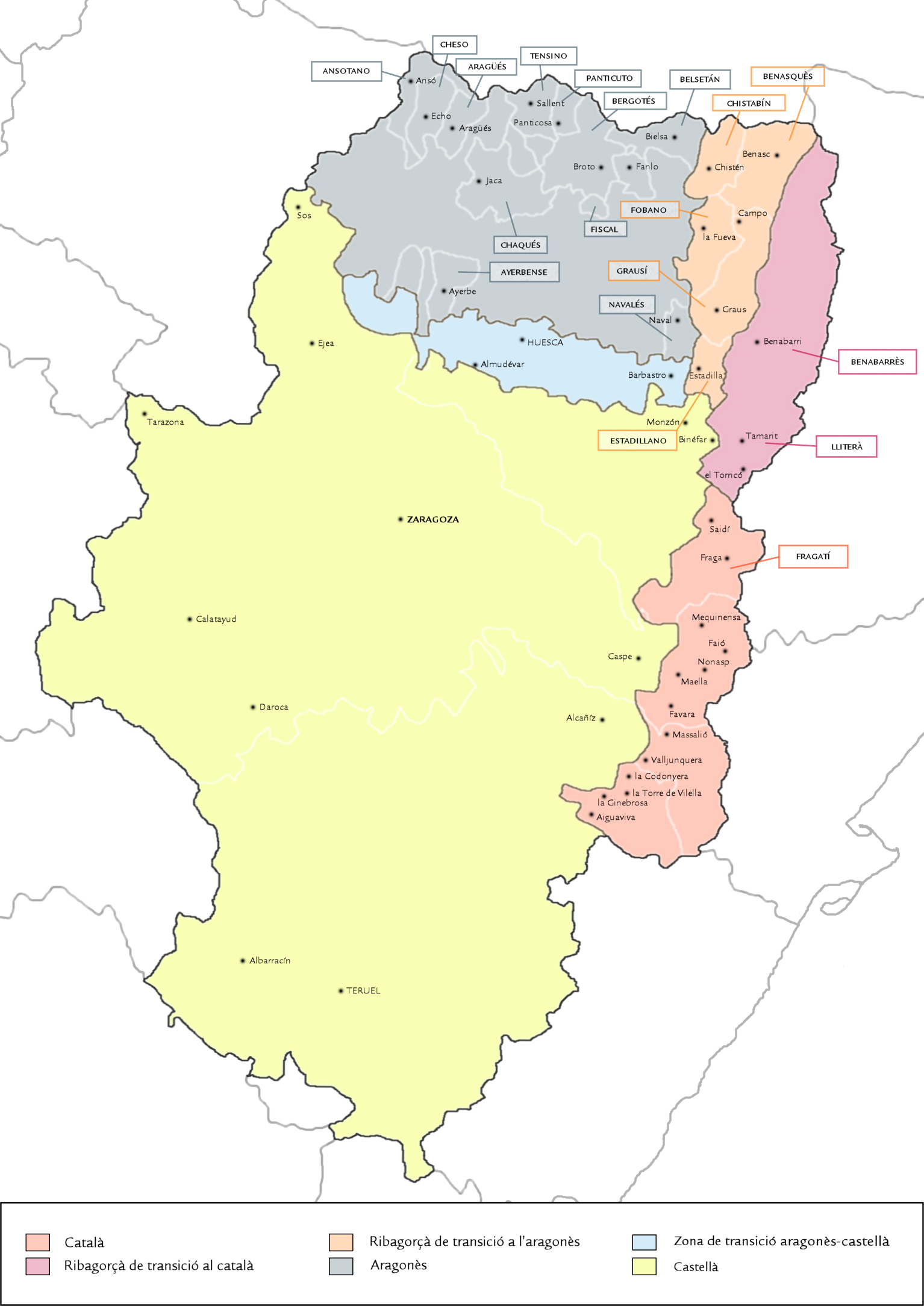
Variedades lingüísticas dentro de Aragón.

Distribución lingüística en Aragón según datos de 2001. El aragonés en rojo y el catalán en morado. El español (amarillo) es hablado en toda Aragón.

La lengua catalana hablada en Aragón tiene continuidad con los dialectos hablados al otro lado del límite administrativo, todos ellos clasificados dentro del bloque dialectal noroccidental de dicho idioma; hay una clara correspondencia con el consonantismo catalán, el sistema vocálico, el uso de la forma del artículo masculino «lo», y el vocabulario propio de los dialectos citados.
El catalán de Aragón muestra aspectos de continuidad dialectal con el idioma aragonés en el norte, y refleja a su vez elementos tanto de la castellanización, como de singularidades locales y comarcales, al tratarse de un territorio fundamentalmente rural y donde no se ha impartido la enseñanza del catalán normativo.
Es en la provincia de Huesca donde se da el mayor número de estos fenómenos de particularismo lingüístico, que llevan en algunos casos a permitir emparentar las hablas locales de esta zona con las de transición de la Ribagorza occidental, como la palatización de la consonante lateral de los grupos /pl-/, /bl-/, /fl-/, /kl-/, el uso de /ch/ para J- o G+e, G+i, o las formas del imperfecto -eba / -iba.
Más al sur destaca el caso del municipio zaragozano de Maella, el cual el filólogo Joan Coromines consideró como isla dialectal, donde se mantiene el resultado de la /ch/ y se emplea una e abierta (especialmente distintiva en el caso de la a en lengua escrita), entre otras peculiaridades.
Ya en la provincia de Teruel cabe destacar las modalidades de Aguaviva (Teruel) y La Ginebrosa, con unos rasgos considerados en algunos casos como arcaizantes. Las modalidades turolenses modernamente reciben el nombre de «valenciano de transición».
Al sureste de la provincia de Teruel, en la parte limítrofe con Castellón y el Rincón de Ademuz, las comarcas de Gúdar-Javalambre y el Maestrazgo, pueblos como Rubielos de Mora, Olba, Cantavieja o Mosqueruela hablan el dialecto de transición conocido como «churro» o «segorbino» que incorpora el léxico del valenciano del Maestrazgo al castellano, con marcados giros aragoneses. Este habla es común al del interior de Castellón y al de las localidades más orientales de Gúdar-Javalambre y el Maestrazgo aragonés, en contraste con las occidentales, donde no se ha adoptado apenas léxico catalán.

### Variedades de catalán
- Catalán ribagorzano
- Catalán leridano
- Valenciano de transición

## Uso lingüístico

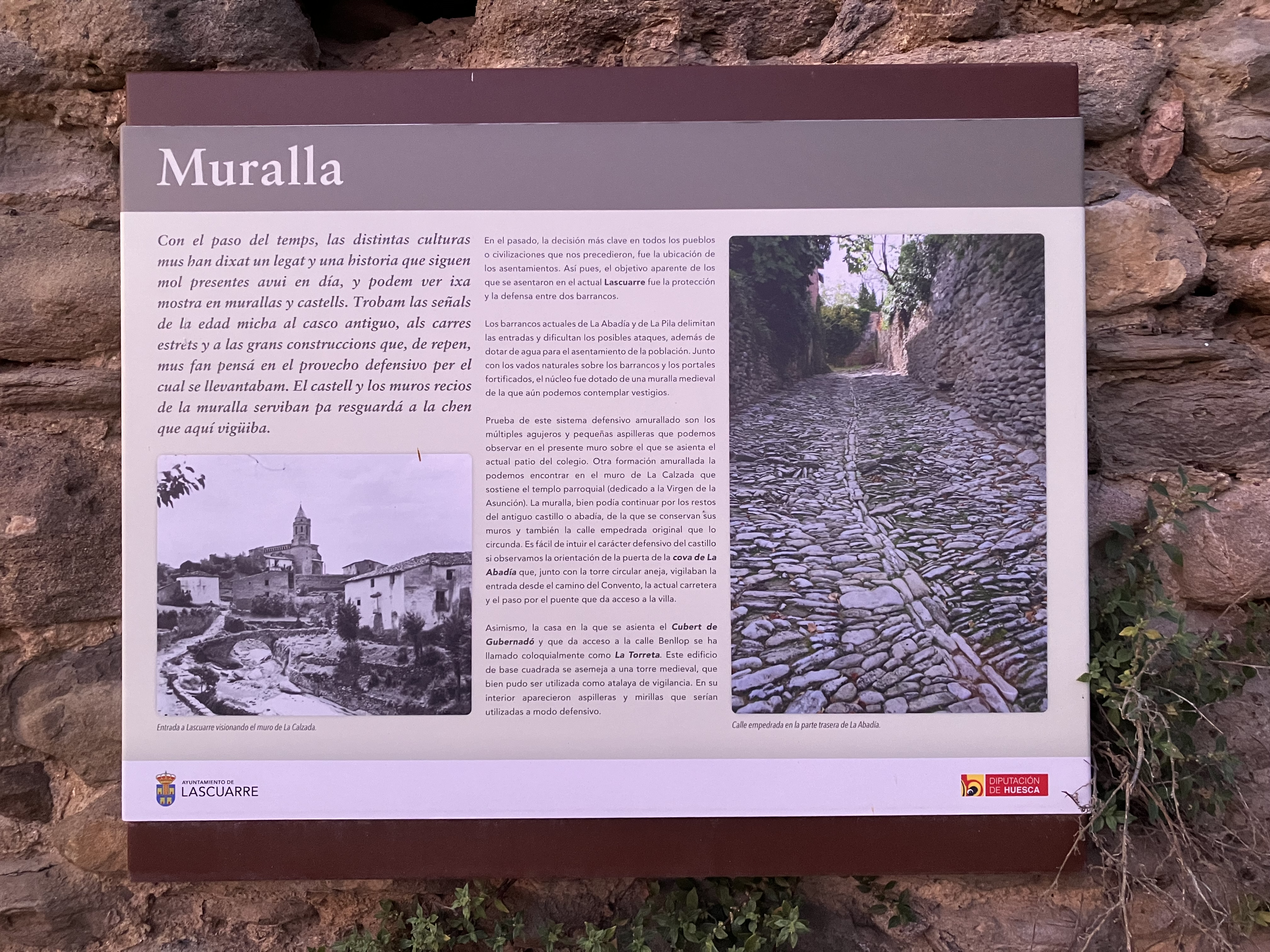
Panel informativo sobre la muralla de Lascuarre en idioma catalán aragonés (lascuarrino)

### 2014
Según un estudio del 2014, el español era usado mayoritariamente por el 46,5 % de la población de la Franja, el catalán por un 49,9 % y 3,5 % usaba ambas indistintamente. El estudio nota un aumento general del uso del español y un descenso del uso del catalán en la sociedad, debido principalmente a la emigración de hablantes locales y la llegada de inmigrantes. El uso del español aumentó de 35,2 % en 2004 al 46,1 % en 2014 y el uso del catalán bajó de 64,4 % a 50,3 %. Un 22,8 % de la población no habla nunca en catalán y un 9,4 % no habla nunca en español. Según el estudio, "esto supone que el castellano es utilizado por casi toda la población, también por los que no la tienen como lengua inicial, y que, en cambio, el catalán no es empleado por un conjunto importante de castellanohablantes y alóctonos, porque no tienen necesidad de hacerlo." 
El estudio también nota el uso lingüístico según edad y muestra que el catalán va perdiendo uso y conocimiento cuanto más joven es la persona. Entre las personas de entre 15 a 29 años, el 44,1 % usaba sólo o más el español sin embargo esto baja a un 22,7 % para los mayores de 65 años. El uso mayoritario del catalán llega a un 73,6 % entre los mayores de 65 años y baja a un 39,6 % para aquellos entre 15 y 29 años de edad.

### 2004
En el año 2004 se realizaron dos encuestas sobre usos lingüísticos de la lengua catalana en la Franja de Aragón, uno por parte del Instituto Aragonés de Estadística y otro por parte de la Secretaría de Política Lingüística de la Generalidad de Cataluña. Los dos estudios tienen un ámbito de actuación distintos, pues el de la Generalidad se centra únicamente en los municipios considerados catalanohablantes, mientras que el del Instituto Aragonés de Estadística estudia todos los municipios de las cinco comarcas (la Ribagorza, La Litera, Bajo Cinca, Bajo Aragón-Caspe y Matarraña) donde existe presencia del catalán, incluidos municipios considerados monolingües (o casi) castellanos.
Según la Generalidad de Cataluña, el catalán es la lengua habitual del 73,6 % de la población de los municipios donde existe presencia del catalán, el castellano lo es del 22,3 % y un 3,5 % de la población tiene las dos como lengua habitual. Extrapolando los datos al universo poblacional, cuenta 29 023 personas con el catalán como lengua habitual, 8819 que tienen el castellano y 1363 ambas por igual. Se utilizó una muestra de 869 individuos, entrevistados por teléfono entre diciembre de 2003 y enero de 2004.
Según el Instituto Aragonés de Estadística, el castellano es la lengua habitual del 49,0 % de la población de las comarcas orientales, el catalán lo es del 47,1 % y un 3,1 % de la población tiene las dos como lengua habitual. Extrapolando los datos al universo poblacional, se tiene 32 092 personas con el castellano como lengua habitual, 30 860 que tienen el catalán y 2004 con ambas por igual. Se utilizó una muestra de 1351 individuos, entrevistados por vía telefónica entre diciembre de 2003 y enero de 2004.

### Usos lingüísticos
| Uso lingüístico en municipios con presencia del catalán (2004 y 2014) | Uso lingüístico en municipios con presencia del catalán (2004 y 2014) | Uso lingüístico en municipios con presencia del catalán (2004 y 2014) | Uso lingüístico en municipios con presencia del catalán (2004 y 2014) | Uso lingüístico en municipios con presencia del catalán (2004 y 2014) |
| Lengua                                                                | Español                                                               | Catalán                                                               | Español y catalán                                                     | Otros casos                                                           |
| 2014                                                                  | 2014                                                                  | 2014                                                                  | 2014                                                                  | 2014                                                                  |
| --------------------------------------------------------------------- | --------------------------------------------------------------------- | --------------------------------------------------------------------- | --------------------------------------------------------------------- | --------------------------------------------------------------------- |
| Inicial                                                               | 33,8 %                                                                | 52,2 %                                                                | 2,5 %                                                                 | 11,6 %                                                                |
| Habitual                                                              | 40,6 %                                                                | 49,6 %                                                                | 6,3 %                                                                 | 3,6 %                                                                 |
| De identificación                                                     | 38,6 %                                                                | 50,7 %                                                                | 2,7 %                                                                 | 8,0 %                                                                 |
| 2004                                                                  |                                                                       |                                                                       |                                                                       |                                                                       |
| Inicial                                                               | 26,4 %                                                                | 70,5 %                                                                | 1,8 %                                                                 | 1,3 %                                                                 |
| Habitual                                                              | 22,3 %                                                                | 73,6 %                                                                | 3,5 %                                                                 | 0,6 %                                                                 |
| De identificación                                                     | 29,8 %                                                                | 66,6 %                                                                | 3,3 %                                                                 | 0,3 %                                                                 |

| Uso lingüístico en las cinco comarcas con presencia del catalán (2004) | Uso lingüístico en las cinco comarcas con presencia del catalán (2004) | Uso lingüístico en las cinco comarcas con presencia del catalán (2004) | Uso lingüístico en las cinco comarcas con presencia del catalán (2004) | Uso lingüístico en las cinco comarcas con presencia del catalán (2004) |
| Lengua                                                                 | Español                                                                | Catalán                                                                | Español y catalán                                                      | Otros casos                                                            |
| ---------------------------------------------------------------------- | ---------------------------------------------------------------------- | ---------------------------------------------------------------------- | ---------------------------------------------------------------------- | ---------------------------------------------------------------------- |
| Habitual                                                               | 49,0 %                                                                 | 47,1 %                                                                 | 3,1 %                                                                  | 0,8 %                                                                  |
| Propia                                                                 | 53,1 %                                                                 | 43,9 %                                                                 | 1,8 %                                                                  | 1,3 %                                                                  |
| En el hogar                                                            | 43,9 %                                                                 | 40,2 %                                                                 | 15,1 %                                                                 | 0,8 %                                                                  |
| Con sus amigos                                                         | 41,1 %                                                                 | 31,4 %                                                                 | 27,0 %                                                                 | 0,5 %                                                                  |

- Conceptos:
  - Lengua habitual: lengua que la persona entrevistada utiliza más a menudo. Esta lengua puede coincidir con la lengua inicial.
  - Lengua de identificación o propia: lengua que la persona entrevistada considera como su lengua. Lengua con la cual la persona se identifica.
  - Lengua inicial: lengua que la persona entrevistada dice haber hablado primero en su casa. Se considera que esta lengua ha sido transmitida familiarmente y adquirida en el proceso de socialización del individuo.

### Lengua habitual por comarcas
En esta tabla aparece desglosado por comarcas el porcentaje de la población que tiene como lengua habitual el español o el catalán, según el Instituto Aragonés de Estadística. En el estudio de la Generalidad de Cataluña no aparecen desglosados los usos lingüísticos por comarcas, por lo que no aparecen datos de esa encuesta en esta sección.
| Lengua habitual por comarcas (2004) | Lengua habitual por comarcas (2004) | Lengua habitual por comarcas (2004) | Lengua habitual por comarcas (2004) | Lengua habitual por comarcas (2004) |
| Lengua                              | Español                             | Catalán                             | Español y catalán                   | Otros casos                         |
| ----------------------------------- | ----------------------------------- | ----------------------------------- | ----------------------------------- | ----------------------------------- |
| Total Comarcas Orientales           | 49,0 %                              | 47,1 %                              | 3,1 %                               | 0,8 %                               |
| Ribagorza                           | 55,3 %                              | 38,3 %                              | 4,9 %                               | 1,5 %                               |
| La Litera                           | 61,9 %                              | 34,5 %                              | 2,5 %                               | 1,1 %                               |
| Bajo Cinca                          | 39,6 %                              | 57,0 %                              | 2,8 %                               | 0,6 %                               |
| Bajo Aragón-Caspe                   | 65,4 %                              | 32,3 %                              | 1,9 %                               | 0,4 %                               |
| Matarraña                           | 12,1 %                              | 83,5 %                              | 4,1 %                               | 0,4 %                               |

El catalán es usado como lengua habitual más que el castellano en Matarraña y en el Bajo Cinca, mientras que el castellano es más usado que el catalán en el Bajo Aragón-Caspe, La Litera y Ribagorza. Cabe señalar que salvo en la comarca de Matarraña, en las otras cuatro se encuentran englobados municipios monolingües en castellano.

### Conocimiento del catalán
| Declara saber hablar catalán (por comarca, 2011) | Declara saber hablar catalán (por comarca, 2011) | Declara saber hablar catalán (por comarca, 2011) |
| Comarca                                          | Número de hablantes                              | Número de hablantes                              |
| ------------------------------------------------ | ------------------------------------------------ | ------------------------------------------------ |
| Ribagorza                                        | 17,5 %                                           | 2237                                             |
| La Litera                                        | 33,5 %                                           | 6294                                             |
| Bajo Cinca                                       | 46,1 %                                           | 11 274                                           |
| Bajo Aragón-Caspe                                | 22,2 %                                           | 3296                                             |
| Matarraña                                        | 56,1 %                                           | 4823                                             |
| Bajo Aragón                                      | 8,4 %                                            | 2491                                             |
| Total                                            | -                                                | 30 415                                           |

Según la Generalidad de Cataluña, en el 2004, el 98,5 % de la población de los municipios considerados como catalanohablantes comprendían el catalán, el 88,8 % sabía hablar catalán, el 72,9 % sabía leerlo y el 30,3 % sabía escribirlo.
Según el Instituto Aragonés de Estadística, en el 2004, el 90,2 % de la población de las Comarcas Orientales comprendía el catalán, el 68,2 % sabía hablar catalán, el 60,2 % sabía leerlo y el 23,3 % sabía escribirlo.

## Literatura
La tradición literaria en lengua catalana de Aragón es reciente pero no por ello poco relevante, siendo destacables escritores como:
- Desideri Lombarte (Peñarroya de Tastavins, 1937 - Barcelona, 1989)
- Jesús Moncada (Mequinenza, 1 de diciembre de 1941 - Barcelona, 13 de junio de 2005)
- Josep Galán Castany (Fraga, 1948 - 2005)
- Hèctor Moret Coso (Mequinenza, 22 de marzo de 1958)
- Francesc Serés (Zaidín, 1972)

En segundo lugar cabe destacar otros autores más centrados en aspectos locales y en la producción escrita en habla local como:
- Las hermanas Beán (Andreseta y Pepeta)
- Carmeta Pallarés

## Secesionismo lingüístico
Existe un punto de vista minoritario, representado principalmente por la federación de asociaciones FACAO, que considera que las hablas en Aragón no pertenecen al catalán sino que forman un idioma independiente llamado aragonés oriental. Sus argumentos chocan con quienes defienden la unidad lingüística de la lengua catalana y la mayoría de la comunidad lingüística internacional. Por ello esta asociación se suma a las entidades que defienden las modalidades valencianas y baleares como diferenciadas de la lengua catalana, con las dificultades anexas y la polémica más que secular para conseguir una ortografía consensuada para todas las variedades lingüísticas.
En ocasiones estas entidades se han relacionado con grupos radicales como el Grup d'Acció Valencianista (GAV) o Democracia Nacional (DN). En 2002 FACAO puso el nombre de Roberto G. Bayod, un reconocido carlista y ultraderechista, a un Concurso Literario en Aragonés Oriental que se realiza anualmente.

## Reconocimiento del catalán como lengua

### Según las instituciones académicas

#### Partidarios
- La Promotora Española de Lingüística[35] considera catalán (en su variedad noroccidental) a las hablas de La Franja.
- Ethnologue indica que se habla catalán en Aragón pero sin determinar exactamente dónde,[36] y a la hora de listar los municipios aragonófonos no incluye los de la Franja.[37]
- Consejo Superior de Lenguas de Aragón[38] creado en 2009 con la Ley de Lenguas y desaparecido en 2012 con la nueva Ley.

### Según enciclopedias

#### Partidarios
- La Gran Enciclopedia Aragonesa especifica la región donde se habla,[39] si bien reconoce que chapurriau es la forma con la que popularmente se conoce al catalán de Aragón[40]
- La Enciclopedia Catalana es todavía más específica al delimitar la zona.[41]

### Según académicos y expertos

#### Partidarios
Diecinueve académicos de la Academias de la Historia y de la Lengua Española firmaron un documento a título personal, no aprobado por los plenos de ambas academias, en el que se menciona el catalán de la Franja, pero no delimita en qué poblaciones se habla el catalán:

Los firmantes, miembros de las Academias Española y de la Historia, habiendo conocido la peculiar controversia que durante meses pasados se ha hecho pública en diversos órganos de prensa valencianos, acerca del origen de la lengua hablada en la mayor parte de las comarcas del País Valenciano, y a petición de personas interesadas en que demos a conocer nuestra opinión sobre este asunto, científicamente aclarado desde hace muchos años, deseamos expresar, de acuerdo con todos los estudiosos de las lenguas románicas:

Que el valenciano es una variante dialectal del catalán. Es decir, del idioma hablado en las islas Baleares, en la Cataluña francesa y española, en la franja de Aragón, en la mayor parte del País Valenciano, en el Principado de Andorra y en la ciudad sarda de Alguer. Por todo ello, nos causa sorpresa ver este hecho puesto públicamente en duda y aún ásperamente impugnado, por personas que claramente utilizan sus propios prejuicios como fuente de autoridad científica, mientras pretenden ridiculizar e incluso insultar a personalidades que, por su entera labor, merecen el respeto de todos y en primer lugar el nuestro.

Se hace fácil suponer que tras esas posiciones negativas se ocultan consideraciones y propósitos que en nada se relacionan con la verdad de un hecho suficientemente claro para la filología y para la historia. Es culturalmente aberrante todo intento -como el que contemplamos- de desmembrar el País Valenciano de la comunidad idiomática y cultural catalana, por la que, como escritores e intelectuales españoles, no tenemos sino respeto y admiración, dentro del cual el País Valenciano ha tenido y tiene un lugar tan relevante.

Dámaso Alonso, Jesús Pabón, Antonio Buero Vallejo, Tomás Navarro, Pedro Laín Entralgo, José María Pemán, Vicente Aleixandre, Fernando Lázaro Carreter, Alonso Zamora Vicente, Salvador de Madariaga, Marqués de Lozoya, Miquel Batllori, Camilo José Cela, Rafael Lapesa, Manuel Alvar y José Antonio Maravall.

Los académicos consideran que en la franja de Aragón se habla catalán, pero no delimitan en qué localidades. En obras individuales de esos académicos se lee que el habla oriental de la zona aragonesa es un habla de frontera, fronteriza entre Aragón y Cataluña y la mayoría de ellos han escrito en sus aportaciones científicas que es un habla fronteriza, de transición entre el idioma aragonés y el idioma catalán (véanse los manuales de Rafael Lapesar Melgar, Historia de la Lengua Española, Alonso Zamora Vicente, Dialectología Española, y Manuel Alvar López, El dialecto aragonés y Estudios sobre el dialecto aragonés).
Otros académicos y expertos son:
- Carmen Alcover Pinos[43][44] (Mazaleón, 1952)
- Manuel Alvar López[45] (Benicarló, 8 de julio de 1923 – Madrid, 13 de agosto de 2001): filólogo, dialectólogo y catedrático.
- María Luisa Arnal Purroy[46][47] (Albelda): filóloga y profesora.
- María Pilar Benítez Marco[48] (Zaragoza, 1964): doctora en Filología Hispánica, profesora y escritora.
- Josep Galán Castañ[7] (Fraga, 1948 - 2005): filólogo.
- Joaquín Costa[49] (Monzón, 14 de septiembre de 1846 – Graus, 8 de febrero de 1911): político, jurista, economista e historiador.
- Javier Giralt Latorre[6][50][51][52][53][54] (Barcelona, 1967): filólogo y profesor.
- Antoni Griera Gaja[55][56] (San Bartolomé del Grau, 1887 - 1973): eclesiástico y filólogo.
- Günther Hänsch[57] (1923): filólogo, catedrático emérito, exdirector del centro de lenguas modernas de la universidad de Augsburgo.
- Antonia Martín Zorraquino[43] (Zaragoza, 1948): filóloga catedrática.
- Héctor Moret Coso[43] (Mequinenza, 1958): filólogo y profesor.
- Francho Nagore Laín[58][59] (Zaragoza, 1951): filólogo y profesor.
- Juan José Pujadas:[43] antropólogo y profesor.
- Artur Quintana i Font[9][10][60][61][62][63]
- Carlos Ángel Rizos Jiménez[64][65]
- Jean-Joseph Saroïhandy[66][67] ( Saint-Maurice-sur-Moselle, 13 de septiembre de 1867 - París, 24 de junio de 1932): filólogo e hispanista.
- José Antonio Saura Rami[5] (Eriste): filólogo.
- David Serrano Dolader:[8] filólogo y profesor.
- Ramón Sistac Vicén[68][69][43] (Barcelona, 1958): filólogo y profesor.
- Jesús Vázquez Obrador:[70] filólogo y profesor.

### Instituciones culturales

#### Partidarios
- Institución Fernando el Católico[43]
- Instituto de Estudios Altoaragoneses[71][43]
- Instituto de Estudios Turolenses[72][73][43]
- Instituto de Estudios Catalanes[74]
- Instituto de Estudios Ilerdenses
- Real Academia de las Buenas Letras de Barcelona[75]
- Coordinadora de Centres d’Estudis de Parla Catalana (CCEPC)[76]
  - Institut Ramon Muntaner[77]

### Entidades sociales

#### Partidarios
- Iniciativa Cultural de la Franja (ICF),[78] formada en el año 2003 por:
  - Asociación de Consejos Locales de la Franja (ALF)[79][43]
  - Centro de Estudios Ribagorzanos (CERIb)[80]
  - Instituto de Estudios del Bajo Cinca (IEBC)[81][82][43]
  - Asociación Cultural del Matarraña (ASCUMA)[83][43]
- Acción Cultural del País Valenciano (ACPV)
- Institución Cultural de la Franja de Poniente, fundada por exmilitantes de ACPV, con sede en Calaceite.
- Consello d'a Fabla Aragonesa[43]
- Ligallo de Fablans de l'Aragonés[43]
- Nogará[43]
- Rolde de Estudios Aragoneses[43][84]

La ICF representa la principal agrupación cultural de defensa y promoción de la lengua y literatura catalana en la Franja. A diferencia de la FACAO, la cual no ha logrado apoyos por parte de instituciones culturales públicas aragonesas, el IEBC y CERIb han recibido el apoyo explícito del Instituto de Estudios Altoaragoneses y la ASCUMA de Instituto de Estudios Turolenses. Las asociaciones pertenecientes al ICF son los principales adalides de la reivindicación de la cooficialidad de la lengua catalana en el Aragón oriental (o Franja oriental). A través de la prensa aragonesa y sobre todo la comarcal y local han debatido continuamente con FACAO cuál debía ser la consideración de las modalidades lingüísticas del este de Aragón.

#### Detractores
El hecho que en otras comunidades autónomas españolas se dé un conflicto lingüístico de semejante naturaleza ha provocado que los detractores de la unidad de la lengua catalana actúen al unísono y estén coordinados, por ello, FACAO recibe apoyo y reconocimiento de sus trabajos y tesis lingüísticas, culturales e históricas por parte de agrupaciones, asociaciones, etc. surgidas a partir del conflicto lingüístico valenciano, aunque cabe matizar que el debate lingüístico en el Aragón Oriental no alcanza las mismas dimensiones que en la Comunidad Valenciana, limitándose actualmente a reducidos grupos que giran en torno a la actividad cultural local y comarcal en dicho territorio.
- Plataforma No Hablamos Catalán, conformada a su vez por otras entidades que aparecen a lo largo de esta clasificación.
  - FACAO
  - Rolde Choben[43]
- Real Academia de Cultura Valenciana
- Lo Rat Penat (Valencia)
- Acadèmi de sa Llengo Baléà
- Associacio Cultural Cardona Vives (Castellón de la Plana)
- Academia de Estudios Históricos Baleáricos
- Centro Cultural Mallorquí
- Plataforma en Defensa de Sa Llengo Balear

### Según las instituciones públicas

#### Aragón

##### Dictamen de 1997
El dictamen de una comisión especial de estudio de las Cortes de Aragón sobre la política lingüística en Aragón ofreció sus conclusiones en noviembre de 1997, en las que se aludía explícitamente a la existencia en Aragón de tres lenguas: el castellano, el aragonés y el catalán.

##### Ley 2009
La Ley de Lenguas de Aragón de 2009 definía que los idiomas aragonés y catalán eran "lenguas propias originales e históricas" de Aragón. Sin embargo, no declaraba explícitamente la oficialidad de estos, tal y como preveía que lo haría la ley de lenguas según disponía la Ley de Patrimonio Cultural Aragonés de 1999. Los inicios de la ley se remontan al año 2001 durante el gobierno de coalición PSOE-PAR, cuyo anteproyecto recogía en su anexo II los municipios que se podrían declarar de habla catalana y según la ley aprobada es tarea del Consejo Superior de Lenguas de Aragón.

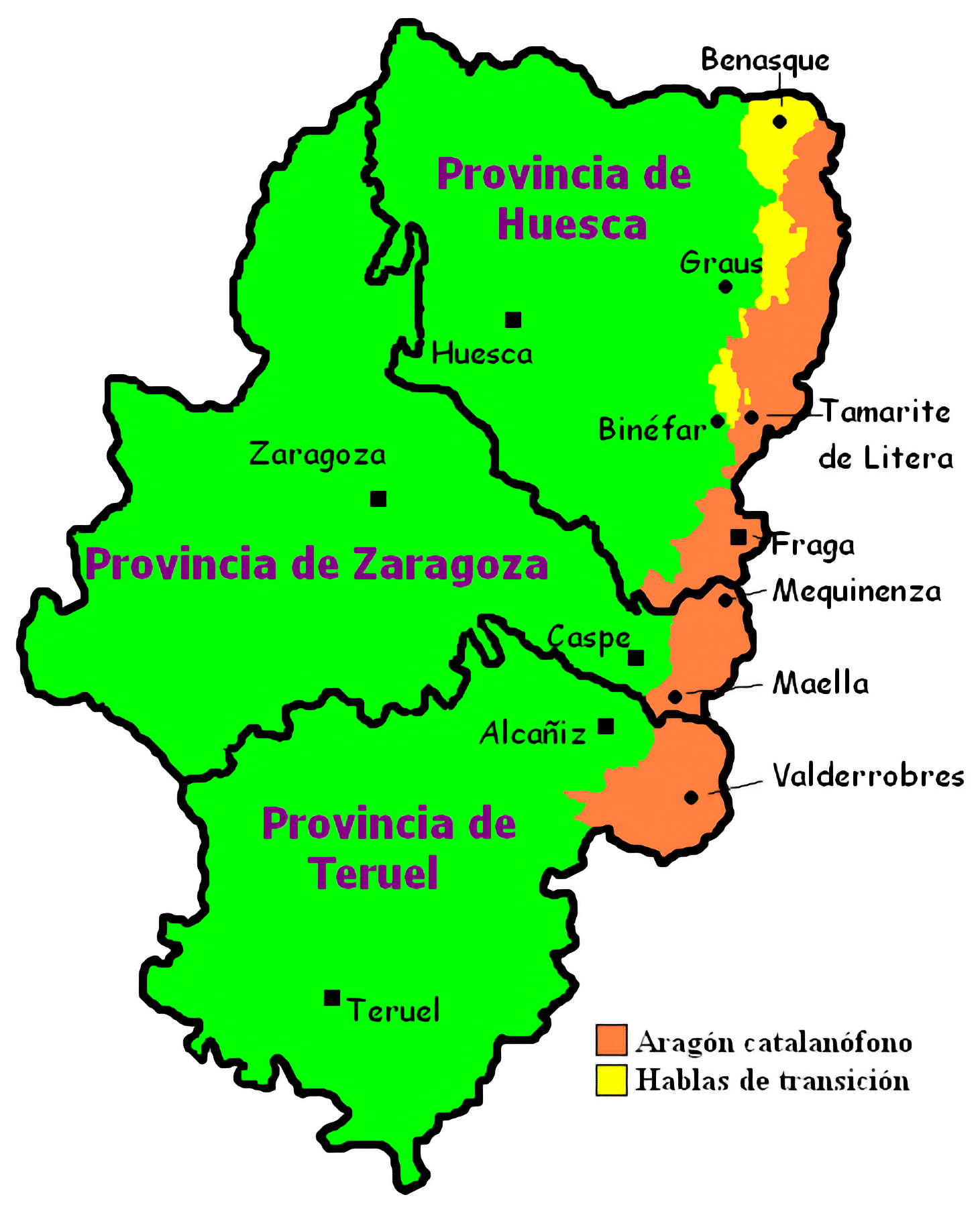
En color naranja el Aragón catalanófono según el Anteproyecto de la Ley de lenguas..

Este es el listado de los municipios que se declaraban de utilización predominante del catalán según el anexo II del anteproyecto de Ley de Lenguas de 2001:
- Provincia de Huesca: Albelda, Alcampell, Altorricón, Arén, Azanuy-Alins, Baells, Baldellou, Benabarre, Bonansa, Camporrells, Castigaleu, Castillonroy, Estopiñán del Castillo, Fraga, Isábena, Lascuarre, Laspaúles, Monesma y Cajigar, Montanuy, Peralta de Calasanz, Puente de Montañana, San Esteban de Litera, Sopeira, Tamarite de Litera, Tolva, Torre la Ribera, Torrente de Cinca, Velilla de Cinca, Vencillón, Veracruz, Viacamp y Litera y Zaidín.
- Provincia de Teruel: Aguaviva de Bergantes, Aréns de Lledó, Beceite, Belmonte de San José, Calaceite, La Cañada de Verich, Cerollera, La Codoñera, Cretas, Fórnoles, La Fresneda, Fuentespalda, La Ginebrosa, Lledó, Mazaleón, Monroyo, Peñarroya de Tastavins, La Portellada, Ráfales, Torre de Arcas, Torre del Compte, Torrevelilla, Valderrobres, Valdeltormo y Valjunquera.
- Provincia de Zaragoza: Fabara, Fayón, Maella, Mequinenza y Nonaspe.

##### Ley 2013
La Ley de Lenguas del año 2013 supuso una serie de cambios, siendo uno de los más importantes el cambio de denominación de estos dialectos del catalán como lengua aragonesa propia del área oriental.

##### Otros
El Centro del Libro de Aragón cuenta con una Serie en Lengua Catalana con libros publicados por diversos autores.

#### Cataluña
La Generalidad de Cataluña también considera a la zona de la Franja como de habla catalana.

#### España
- El Ministerio de Política Territorial deja claro que se habla catalán, pero no especifica dónde y se basa en los estudios realizados por los gobiernos de Aragón y Cataluña.[87]

#### Unión Europea
- La Comisión Europea defiende el catalán en la Franja.[88]

### Movimientos sociopolíticos y partidos políticos

#### Partidarios
- Partido de los Socialistas de Aragón (PSOE)
- Chunta Aragonesista (CHA)[89]
- Izquierda Unida de Aragón (IU)
- Convergència i Unió (CiU)[90][91]
  - Convergència Democràtica de la Franja (CDF):[92] aunque independiente, es considerado como CiU dentro de la Franja
- Partido de los Socialistas de Cataluña (PSC)[93]
- Esquerra Republicana de Catalunya (ERC)[94]
- Partido Popular de Cataluña (PP catalán)[95]
- Ciudadanos-Partido de la Ciudadanía (Cs)[95]
- Candidatura d'Unitat Popular (CUP)[95]
- Iniciativa per Catalunya Verds - Esquerra Unida i Alternativa (ICV-EUiA)[96]

Tanto desde Cataluña como la Comunidad Valenciana y las islas Baleares distintos partidos políticos de ideología nacionalista rechazan con la misma contundencia a la FACAO que al blaverismo, al considerarlos instigadores del secesionismo lingüístico de la comunidad lingüística catalana.

#### Detractores
- Partido Aragonés, diversos sectores del partido se opusieron a la Ley de Lenguas de 2009.

Reciben también el apoyo y reconocimiento de partidos políticos minoritarios principalmente provenientes del regionalismo aragonés y el blaverismo valenciano, en su mayoría sin representación parlamentaria, aunque alguno de ellos tienen concejales en distintos municipios de sus respectivas comunidades autónomas: 
- Unidad Aragonesa
- Federación de Independientes de Aragón
- La Voz Independiente de Aragón
- Coordinadora de Agrupaciones y Partidos Independientes
- Unió Valenciana (unido al Partido Popular)
- Coalición Valenciana (disuelto)
- Democracia Nacional Aragón (este apoyo generó críticas entre los adversarios de FACAO al ser un partido ultraderechista, aunque ni defienden las tesis de FACAO ni reconocen el "aragonés oriental")
- Unió d'es Poble Baléà

#### Otros partidos políticos
- Partido Popular, opuesto a la Ley de Lenguas.

### Encuestas y opiniones de los habitantes

#### Partidarios
- La Declaración de Mequinenza pedía en 1984 el reconocimiento del catalán en la Franja de Aragón.[97]
- El Instituto Aragonés de Estadística realizó en 2003 la Encuesta de usos lingüísticos en las comarcas orientales de Aragón.[27]
- La Generalidad de Cataluña realizó en 2004 la Estadística de usos lingüísticos en la Franja de Aragón[28]